# Acetonitril
Acetonitril er en kemisk forbindelse med den kemiske formel CH3CN. Denne farveløse væske er den simpleste organiske nitril (hydrogencyanid, HCN, er en simplere nitril, men klassificeres ikke som organisk). Acetonitril fremstilles primært som et biprodukt i produktionen af akrylonitril. Det anvendes som et polært aprotisk opløsningsmiddel i organisk syntese og i oprensningen af butadien.
I laboratoriet bruges acetonitril som et middelpolært opløsningsmiddel, som er blandbart med vand og en række organiske opløsningsmidler, dog ikke mættede kulbrinter (alkaner). Acetonitril er en væske inden for et stort temperaturinterval og har en høj dielektrisk konstant på 38,8. Med et dipolmoment på 3,92 D er acetonitril i stand til at opløse en lang række ioniske og apolære stoffer og er nyttigt som mobil fase i HPLC og LC-MS.
N-C-C-skelettet er lineært. Tripelbindingen mellem C og N har en kort bindingslængde på 1,16 Å.
Acetonitril blev første gang syntetiseret i 1847 af den franske kemiker Jean-Baptiste Dumas.